# Ulrichskirche (Neckargemünd)

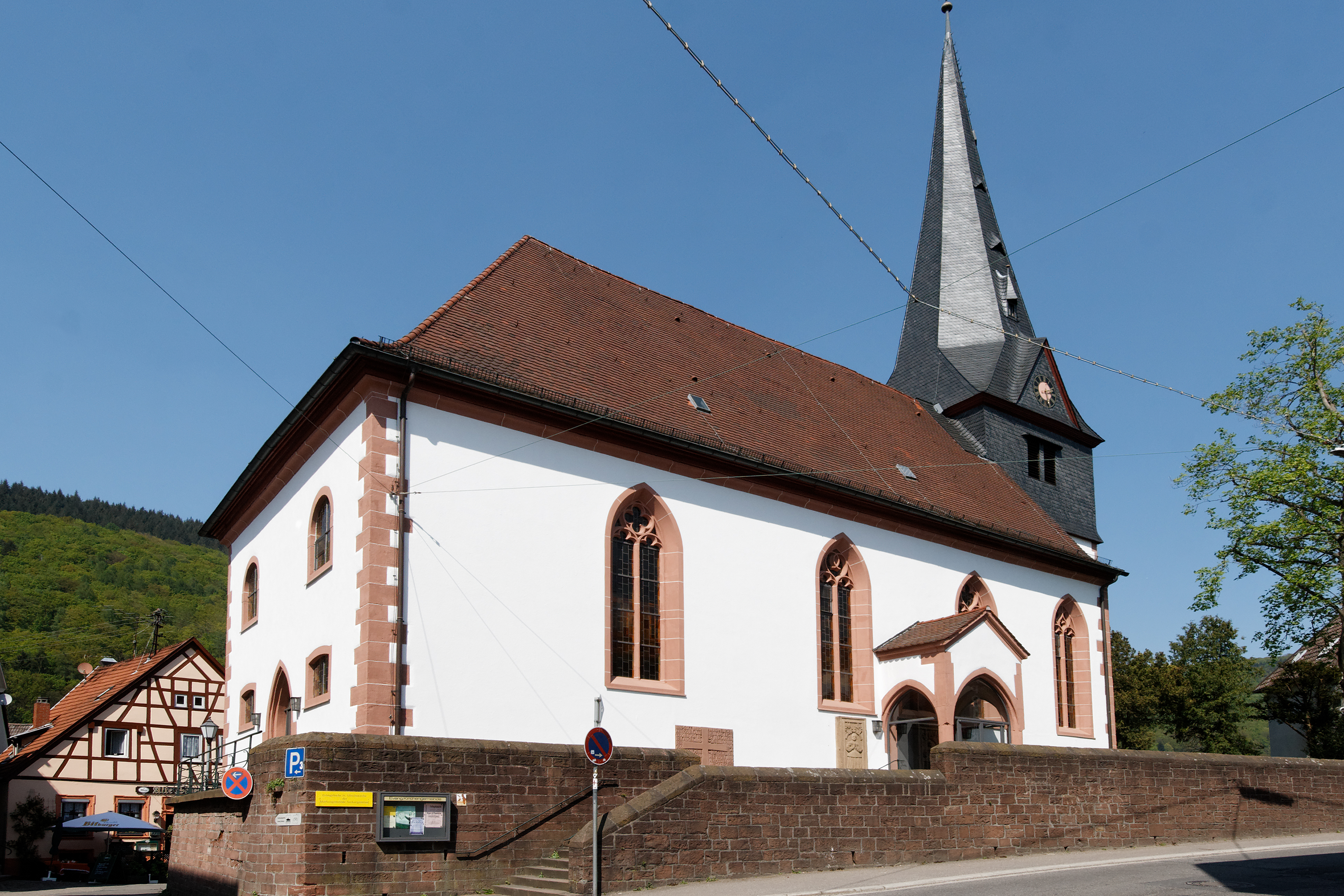
Ulrichskirche

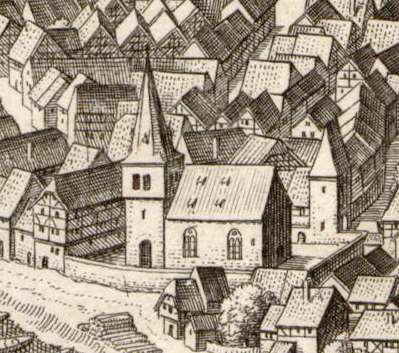
Ansicht 1645 vor der Langhauserweiterung (Matthäus Merian)

Die Ulrichskirche ist eine evangelische Kirche in Neckargemünd im Rhein-Neckar-Kreis im Nordwesten Baden-Württembergs.

## Geschichte
Neckargemünd wurde im Jahr 988 erstmals urkundlich erwähnt. Im Wormser Synodale, einem Visitationsbericht der Pfarreien im Bistum Worms, wurde 1496 die St. Ulrich geweihte Kirche beschrieben. Den Kirchensatz besaß damals der Abt von Schönau. 1556 führte Ottheinrich in der Kurpfalz die Reformation ein. Auch bei der Pfälzischen Kirchenteilung blieb die Ulrichskirche den Reformierten. 1770/71 wurde das Langhaus erweitert. Renovierungen fanden 1854, 1898, 1963/64 und 1990–96 statt.

## Beschreibung
Die Ulrichskirche steht im Norden von Neckargemünd auf einer Terrasse, die früher auch Kirchhof war, über dem Neckar. Das einschiffige spätgotische Bauwerk wurde im 16. Jahrhundert auf den Fundamenten der Vorgängerkirche aus dem 13. Jahrhundert errichtet. Der Chorturm im Osten ist nicht in der Mittelachse der Kirche angeordnet, sondern ist asymmetrisch nach Norden verschoben. Er besitzt drei spätgotische Maßwerkfenster und ein spitzes Zeltdach. Spätgotisch ist auch die kleine Vorhalle südlich des Langhauses mit einem Kreuzrippengewölbe. Das mit einem Walmdach gedeckte Langhaus besitzt ein Spiegelgewölbe. 
Die Orgel wurde 1785 von den Gebrüdern Stumm erbaut. 1935 wurde sie von Steinmeyer umgebaut und 1995 von Orgelbau Vier restauriert. Das Instrument hat 26 Register auf zwei Manualen und Pedal.
Die sogenannten Metallspenden während der beiden Weltkriege hat eine Glocke des Gießers Jörg von Guntheisen, Speyer aus dem Jahr 1474 überdauert. Sie ziert ein Relief des alten Patrons St. Ulrich. Drei weitere Glocken wurden 1953 in der Glockengießerei Bachert, damals Bad Friedrichshall, gegossen. Eine weitere historische Glocke aus dem 14. Jahrhundert vervollständigt das fünfstimmige Glockengeläut der Kirche St. Ulrich.
| Glocke | Name                    | Gussjahr | Durchmesser | Gewicht | Schlagton | Inschrift                                                                                         |
| ------ | ----------------------- | -------- | ----------- | ------- | --------- | ------------------------------------------------------------------------------------------------- |
| 1      | Königsglocke            | 1474     | 1110 mm     | 720 kg  | g′        | »Der Herr ist König«                                                                              |
| 2      | Dreifaltigkeitsglocke   | 1953     | 960 mm      | 559 kg  | a′        | »Ehre sei dem Vater und dem Sohne und dem Heiligen Geiste«                                        |
| 3      | Glaube, Liebe, Hoffnung | 1953     | 800 mm      | 323 kg  | c″        | »Nun aber bleibet Glaube, Hoffnung. Liebe, diese drei, aber die Liebe ist die größte unter ihnen« |
| 4      | Betglocke               | 1953     | 700 mm      | 226 kg  | d″        | »Seid fröhlich in Hoffnung, geduldig in Trübsal, haltet an am Gebet«                              |
| 5      | Kindtaufglocke          | 14. Jh.  | 610 mm      | 134 kg  | f″        |                                                                                                   |